# 埃西諾河
43°38′34″N 13°22′23″E / 43.6428°N 13.3730°E

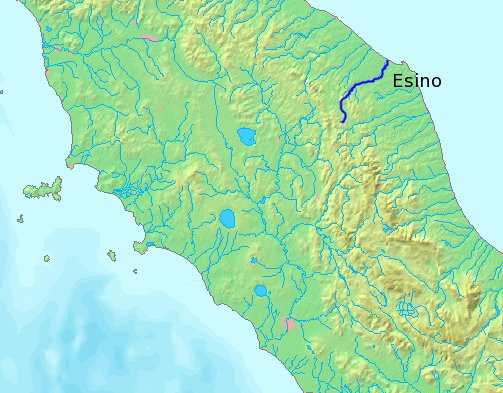

埃西諾河是意大利的河流，位於該國中部，流經馬爾凱大區，河道全長85公里，流域面積1,203平方公里，發源自彭納山以東，最終注入亞得里亞海。